# 최휘영
최휘영(崔輝永, 1964년 4월 29일~)은 대한민국의 기업인이자 전직 언론인이다. 제55대 문화체육관광부장관이다.

## 학력
- 1983년 - 경성고등학교 졸업
- 1990년 - 서강대학교 영어영문학과 졸업

## 경력
- 1991년 8월~1996년 11월 - 연합뉴스 기자
- 1996년 11월~2000년 6월 - YTN 기자
- 2000년 6월~2002년 8월 - 야후코리아 뉴미디어팀
- 2002년 12월 - NHN 입사
- 2002년 12월 - NHN(주) 네이버본부 기획실장
- 2004년 1월~2004년 12월 - NHN(주) 네이버부문장
- 2005년 1월~2006년 12월 - NHN(주) 국내담당 공동대표이사. 각자 대표이사 사장
- 2005년 4월~2009년 3월 - 벤처기업협회 이사
- 2005년 5월~2008년 5월 - 국가청소년위원회 비상임위원
- 2007년 1월~2009년 3월 - NHN(주) 대표이사 사장
- 2008년 2월~2009년 8월 - 전국재해구호협회 이사
- 2008년 7월~2009년 3월 - 한국기원 상임이사
- 2009년 5월~2013년 7월 - NHN 비즈니스플랫폼 대표이사 사장
- 2014년 - 네이버 경영고문
- 트리플 대표
- 2015년 3월~2016년 1월 - 하나투어 사외이사
- 2016년 2월~2022년 7월 - 트리플 공동대표이사
- 2017년 7월~2025년 7월 - 도서문화재단씨앗 이사
- 2017년 10월~ - 들국화컴퍼니 대표
- 2022년 6월 - 인터파크 대표이사
- 2022년 9월~2025년 7월 - 인터파크씨어터 대표
- 2023년 6월~2024년 12월 - 인터파크트리플 대표이사
- 2025년 1월~2025년 7월 - 놀유니버스 대표이사
- 2025년 7월~ - 제55대 문화체육관광부 장관